# Ashantina dubia
Ashantina dubia är en tvåvingeart som först beskrevs av Seguy 1953.  Ashantina dubia ingår i släktet Ashantina och familjen vapenflugor. Inga underarter finns listade i Catalogue of Life.